# Manufahi
| Munisípiu Manufahi (tetum) Município de Manufahi (port.) |                  |              |
| Flagge der Gemeinde Manufahi                             |                  |              |
| Manufahi im Juli 2022                                    |                  |              |
| Daten                                                    |                  |              |
| Hauptstadt                                               | Same             | Same         |
| Fläche                                                   | 1.332,50 km²     | 1.332,50 km² |
| Einwohnerzahl (2022)                                     | 60.665           | 60.665       |
| Zahl der Haushalte (2022)                                | 11.053           | 11.053       |
| ISO 3166-2:                                              | TL-MF            | TL-MF        |
| Verwaltungsämter                                         | Einwohner (2022) | Fläche       |
| Alas                                                     | 9.532            | 406,44 km²   |
| Fatuberlio                                               | 8.490            | 374,98 km²   |
| Same                                                     | 34.843           | 353,14 km²   |
| Turiscai                                                 | 7.800            | 197,94 km²   |
| Karten                                                   |                  |              |
| Übersichtskarte Manufahi                                 |                  |              |
| Verwaltungsgliederung von Manufahi                       |                  |              |

Manufahi ist eine Gemeinde von Osttimor. Hauptstadt ist Same.

## Name
In der portugiesischen Kolonialzeit war der damalige Kreis nach der Hauptstadt Same benannt.
Der heutige Gemeindename leitet sich von Maun Fahe ab, tetum für „geteilte Brüder“. Der Name stammt von einer Legende, die vom Kampf zweier verwandter Stämme, beziehungsweise vier Geschwistern berichtet. Nach der Teilung einigte man sich schließlich doch auf einen einzigen Herrscher. Trug der damalige Distrikt in der portugiesischen Kolonialzeit noch den Namen des Hauptortes Same, nahm man auf Grundlage dieser Legende den heutigen Namen an. Allerdings wurde er falsch geschrieben, so dass die Bedeutung des Namens in Tetum nun „Schwein Huhn“ lautet. Es gibt Bestrebungen, den Gemeindenamen entsprechend zu korrigieren, obwohl es auch eine Legende gibt, dass in Dai-Sua einst ein Hahn von einem Berg herabflog, auf dem Rücken eines Schweines landete und beide zusammen an viele Orte reisten, bevor sie nach Manufahi zurückkehrten.

## Geographie

### Übersicht

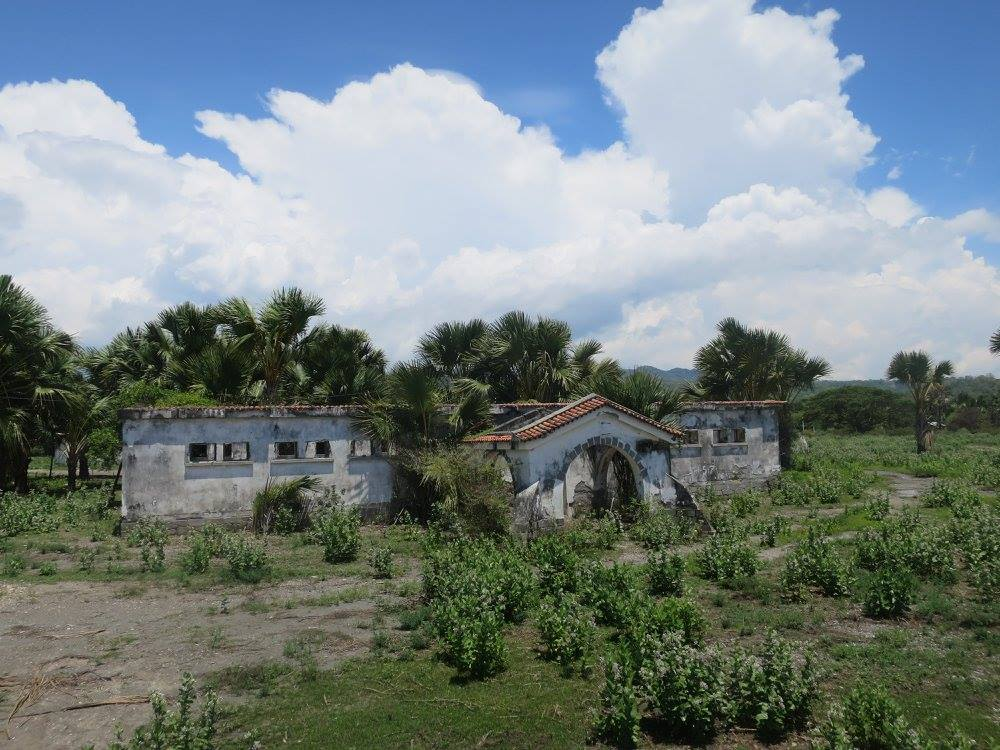
Ruinen des portugiesischen Zollhauses in Betano

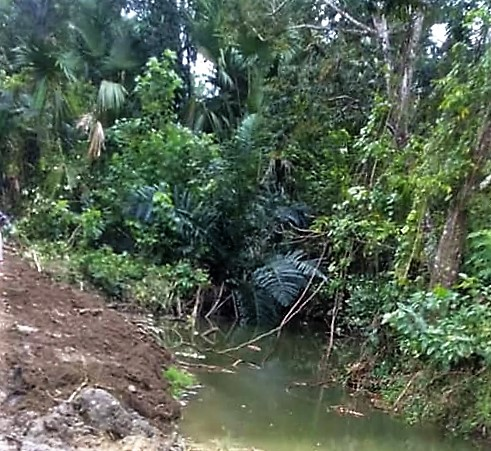
Fatucahi

Manufahi liegt an der Südküste von Osttimor an der Timorsee und hat seine Fläche von 1332,50 km² Es grenzt im Osten an die Gemeinde Manatuto, im Westen an Ainaro und im Norden an Aileu.
Manufahi teilt sich in die vier Verwaltungsämter Alas, Fatuberlio, Same und Turiscai.
Der Norden ist Bergland, in dem sich auch Höhlen finden. Im Osten reichen die Cablac-Berge (Cabalaki) bis nach Same hinein. Die Meereshöhen steigen hier auf fast 2500 m, wobei der Cablac, der höchste Gipfel in Manufahi nur auf 2085 m kommt. Im Süden breitet sich eine Küstenebene aus, in der mehrere Flüsse ganzjährig Wasser führen. An der Westgrenze der Gemeinde entlang fließt der Caraulun (Caraulun) in die Region von Betano. In ihn mündet auch der Sui, der den Großteil des Westens von Manufahi durchzieht. Der Südliche Lacló fließt durch das Verwaltungsamt Alas. Das Verwaltungsamt Fatuberlio mit der Ebene von Kicras (Quirás) wird durch den Clerec (Clére, Cler) und den Sáhen (auch Sahe oder Sahen) bewässert. Auf den letzten Kilometern seines Laufs teilt sich der Clerec. Ein Arm fließt in den Lacló, während ein weiterer auf seinem Weg ins Meer eine große Lagune durchfließt, die Lagoa Mapliu. Im Mündungsgebiet von Lacló und Clerec liegt eine Vielzahl von weiteren Lagunen. Der Sáhen bildet auch die Ostgrenze zu Manatuto. 1994 waren noch 61.797 Hektar der Gemeinde mit Wald bedeckt. Westlich der Hauptstadt Same befindet sich der Nationalpark Kay Rala Xanana Gusmão, der bis in die Nachbargemeinde Ainaro reicht.

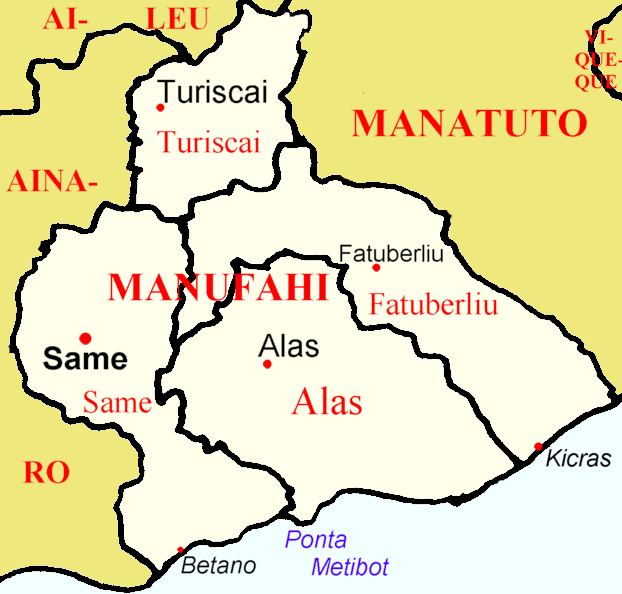
Orte in der Gemeinde Manufahi (Grenzen von 2003–2015)
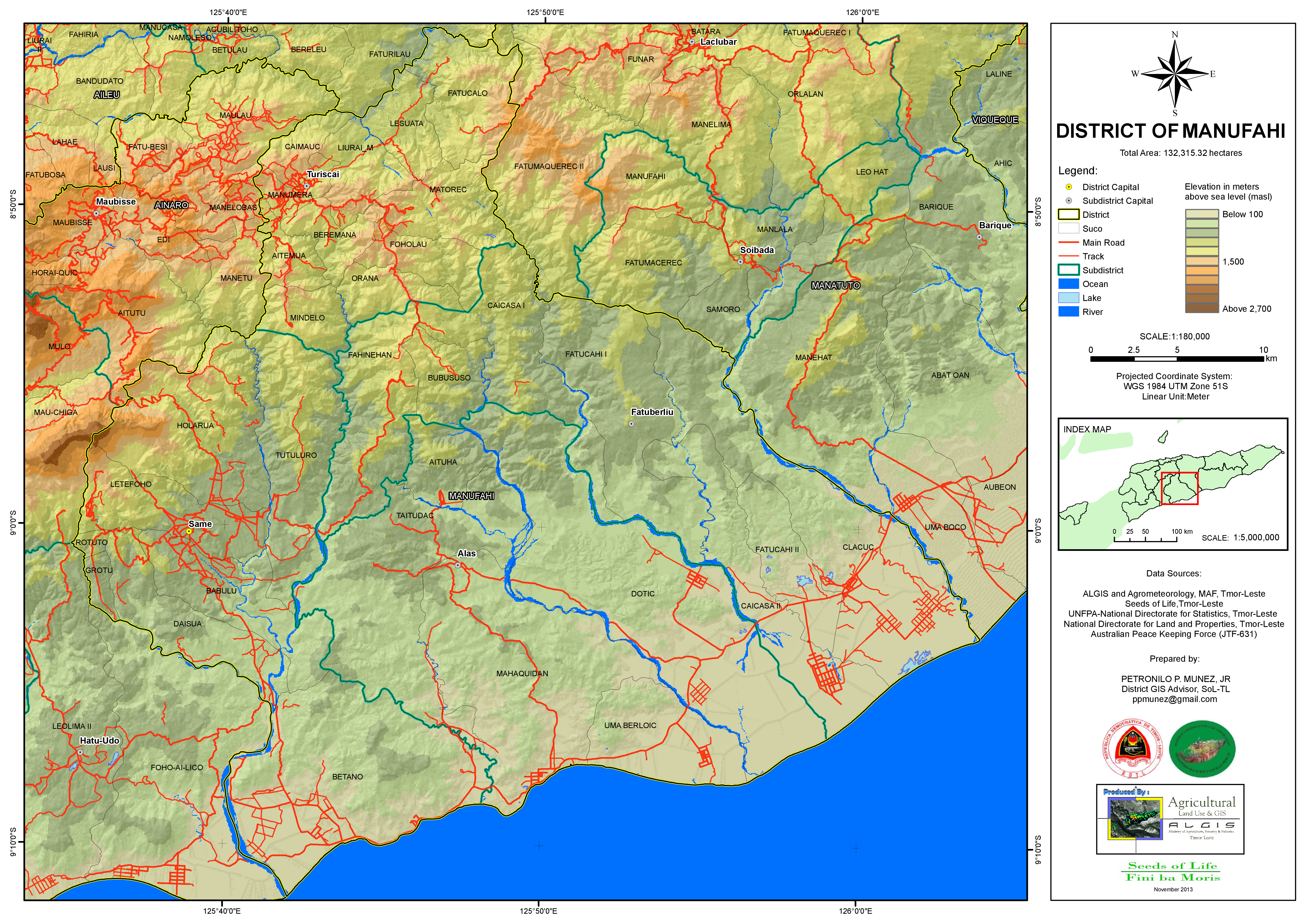
Straßennetz und Topographie Manufahis

### Entfernungen
| Entfernungen [km] |      |            |      |          |
| Ort               | Alas | Fatuberlio | Same | Turiscai |
| Alas              |      | 26         | 54   | 72       |
| Fatuberlio        | 26   |            | 80   | 98       |
| Same              | 54   | 80         |      | 34       |
| Turiscai          | 72   | 98         | 34   |          |

Die Stadt Same liegt von der Landeshauptstadt Dili 119 Kilometer entfernt.

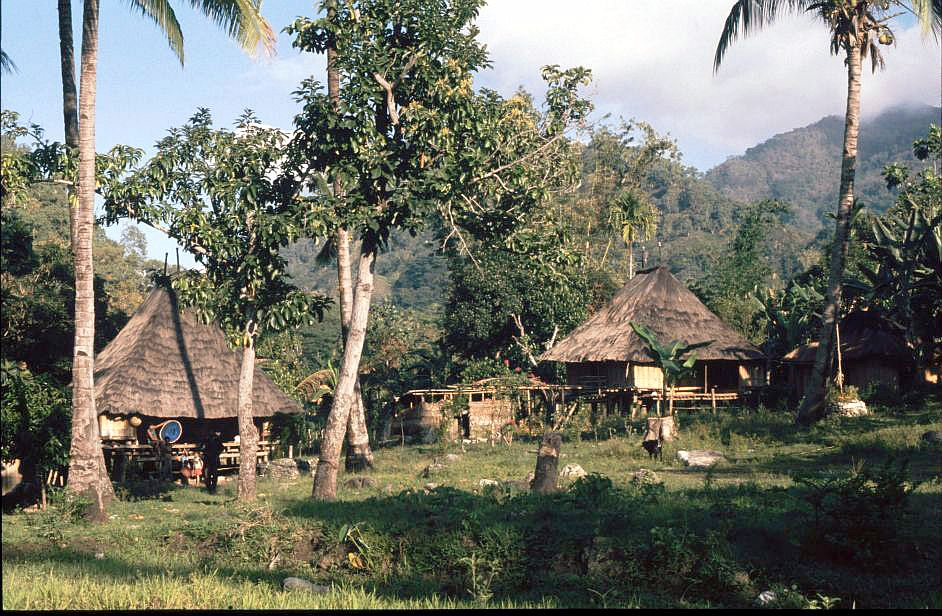
Traditionelle Häuser in Same

### Klima
Zwischen Juni und Oktober ist das Klima heiß und trocken. Dürren können dann zu Nahrungsmangel unter der Bevölkerung führen. Von November bis März bringt der Nordostmonsun Regenfälle. Die jährliche Niederschlagsmenge beträgt zwischen 2500 und 3000 mm. Die südlichen Ebenen werden regelmäßig durch die Flüsse überflutet.

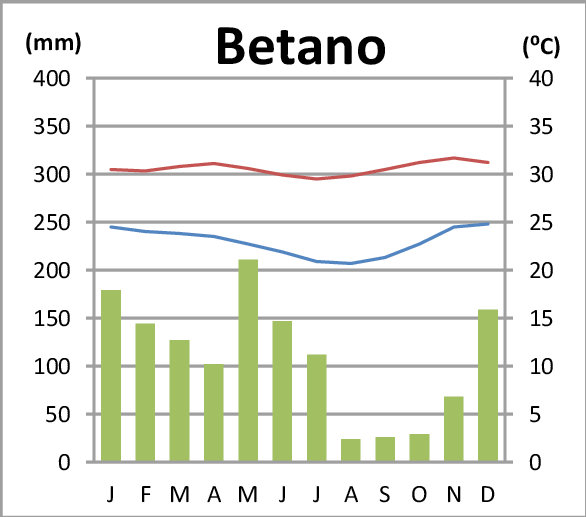
Klimadiagramm von Betano
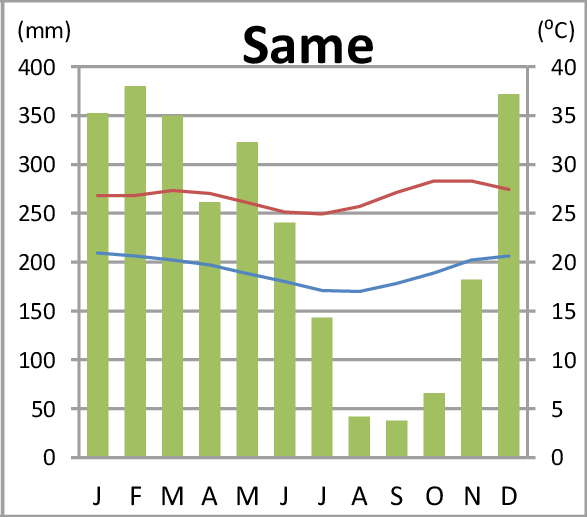
Klimadiagramm von Same

## Einwohner

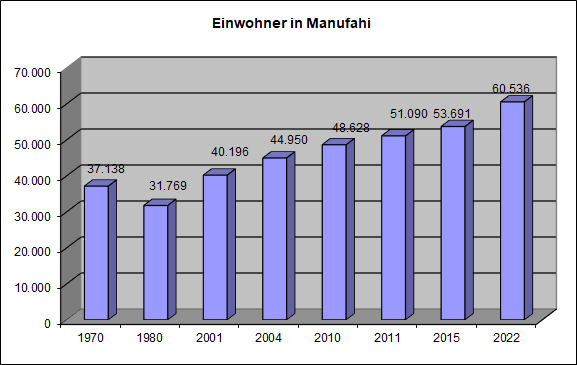
Entwicklung der Einwohnerzahl in Manufahi

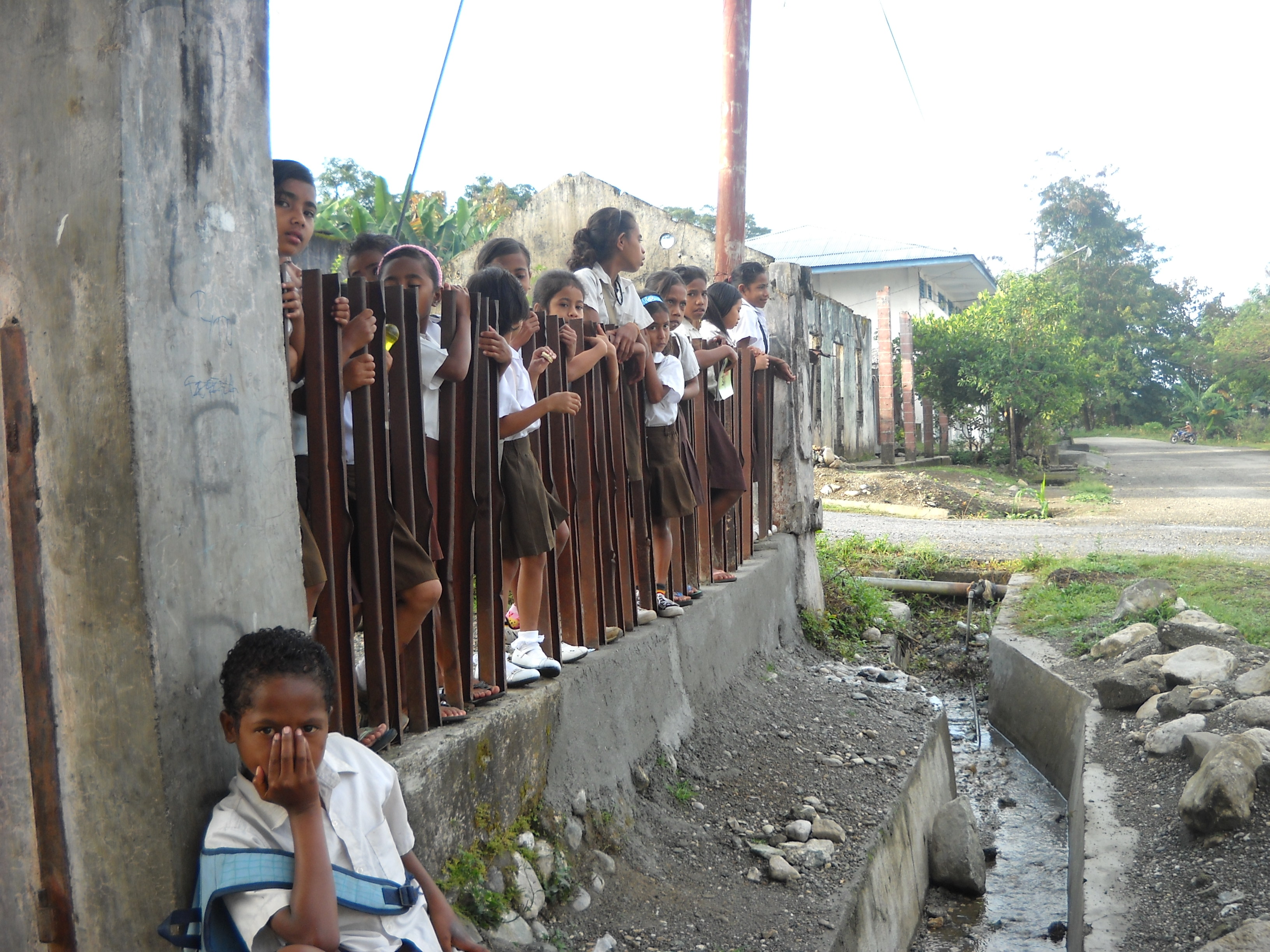
Schüler in Same

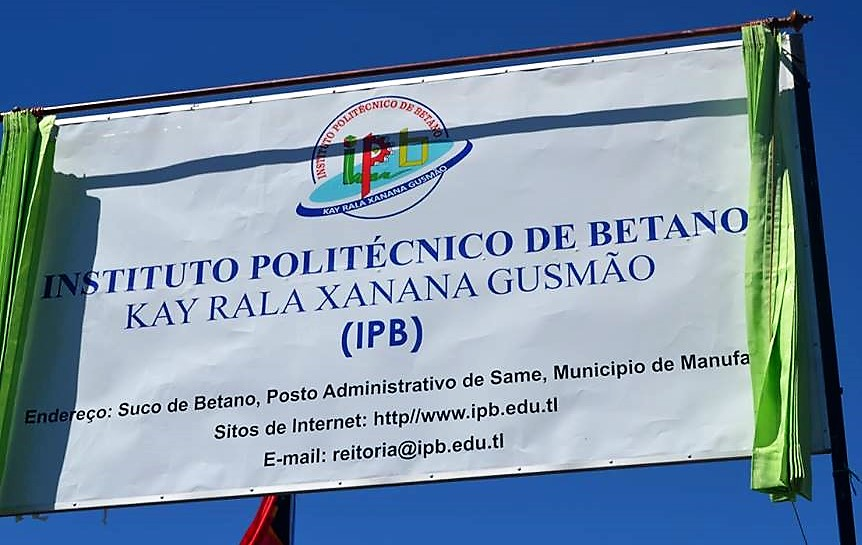
Instituto Politécnico de Betano – Kay Rala Xanana Gusmão

In Manufahi leben 60.665 Menschen (2022, 2011: 51.090), davon sind 31.599 Männer und 29.066 Frauen. Mit einem Geschlechterverhältnis von 109 Männern auf 100 Frauen ist der Anteil der männlichen Bevölkerung von allen Gemeinden Osttimors in Manufahi am größten. Zwischen 2015 und 2022 lag das jährliche Bevölkerungswachstum bei 1,7 %. Der Landesdurchschnitt liegt bei 1,8 %. Zwischen 1990 und 2004 wuchs die Zahl der Einwohner Manufahis jährlich um 1,96 %.
Der Altersdurchschnitt liegt bei 18,2 Jahren (2010). Hatte 2004 in Same jede Frau durchschnittlich 7,27 Kinder, stieg die Anzahl über 7,84 Kinder in Alas und 8,43 in Fatuberlio, bis auf 9,50 Kinder pro Frau in Turiscai an (Landesdurchschnitt 6,99). Die Kindersterblichkeit lag 2002 in Turiscai bei 70 Todesfällen pro 1000 Lebendgeburten (1996: 105), in Alas bei 88 (107), in Same bei 92 (141) und in Fatuberlio bei 115 (104). Der Landesdurchschnitt betrug 98. Fatuberlio ist einer von 14 Verwaltungsämtern, in denen die Kindersterblichkeit entgegen dem Landestrend anstieg.
Die Einwohner sprechen mehrere verschiedene Nationalsprachen als Muttersprache. 34,3 % sprechen Mambai (größte Sprachgruppe in den Verwaltungsämtern Same und Turiscai); 51,3 % sprechen Tetum, je etwa die Hälfte davon Tetum Prasa und Tetum Terik (Verwaltungsämtern Alas und Fatuberlio). 6,6 % sprechen Lakalei, 0,6 % Idaté und 1,2 % Isní, die ihr Zentrum östlich von Turiscai hat. Diese drei Dialekte werden zur Idalaka-Sprache gezählt. 1,5 % sprechen Bunak im Verwaltungsamt Same. Berücksichtigt man auch die Zweitsprachen, so sprachen 2015 94,9 % Tetum, 34,6 % Bahasa Indonesia, 30,8 % Portugiesisch und 13,2 % Englisch.
2004 waren 96,3 % der Einwohner Katholiken, 3,3 % Protestanten und 0,3 % Muslime. Nur 14 Personen waren noch Anhänger der traditionellen, animistischen Religion Timors. Bei der Volkszählung 2015 registrierte man 96,32 % Katholiken, 3,35 % Protestanten und 0,21 % Muslime. Sieben Personen bezeichneten sich als Anhänger der traditionellen Religion, zwölf als Buddhisten, vier als Hindus und 41 nannten anderes.
Von den Einwohnern, die drei Jahre oder älter sind, besuchten 2015 40,4 % eine Schule. 31,3 % hatten die Schule verlassen. Nie eine Schule besucht haben 26,5 %, was in etwa dem Landesdurchschnitt entspricht. 4,7 % der Einwohner Manufahis haben nur die Vorschule besucht, knapp ein Drittel nur die Grundschule. Weiterführende Schulen haben knapp ein Drittel der Einwohner abgeschlossen. Ein Diplom oder abgeschlossenes Studium können 3,5 % vorweisen, was der Hälfte des Landesdurchschnitts entspricht. Die Analphabetenquote betrug 2015 12,9 % (Frauen: 11,8 %; Männer: 13,9 %). 2004 lag sie noch bei 51,9 %.
Am 23. Februar 2017 wurde in Betano das Instituto Politécnico de Betano – Kay Rala Xanana Gusmão eröffnet, die erste Hochschule im Süden Osttimors.
| Schulbildung | Schulbildung  | Schulbildung   | Schulbildung        |  | Schulabschluss | Schulabschluss | Schulabschluss | Schulabschluss | Schulabschluss          | Schulabschluss | Schulabschluss |
|              | in der Schule | Schule beendet | nie in einer Schule |  | Vorschule      | Grundschule    | Prä- Sekundär  | Sekundär       | Diplom/Fach- hochschule | Universität    | Kein Abschluss |
| Frauen       | 40,1 %        | 29,0 %         | 29,1 %              |  | 4,5 %          | 29,3 %         | 16,1 %         | 14,9 %         | 0,5 %                   | 2,3 %          | 0,6 %          |
| Männer       | 40,6 %        | 33,5 %         | 24,1 %              |  | 4,8 %          | 33,3 %         | 14,8 %         | 15,3 %         | 0,7 %                   | 3,5 %          | 0,8 %          |
| gesamt       | 40,4 %        | 31,3 %         | 26,5 %              |  | 4,7 %          | 31,4 %         | 15,4 %         | 15,1 %         | 0,6 %                   | 2,9 %          | 0,7 %          |

## Geschichte

Boaventura, der rebellische Liurai von Manufahi

### Portugiesische Kolonialzeit
Ende des 19. Jahrhunderts hatte das Reich von Manufahi etwa 42.000 Einwohner, nur etwas weniger als die heutige Gemeinde Manufahi. Hauptort war bereits damals Same. Die Bevölkerung ernährte sich vom Getreide- und Obstanbau, daneben wurden Pferde und Schafe gezüchtet und Kaffee und Tabak angebaut. Die Region war bekannt für herausragende Leder-, Gold- und Silberarbeiten. Auch Bubussuso war eines der traditionellen Reiche Timors, die von einem Liurai regiert wurden. Es erscheint als Bibissuço auf einer Liste von Afonso de Castro, einem ehemaligen Gouverneur von Portugiesisch-Timor, der im Jahre 1868 47 Reiche aufführte.
Am 2. August 1860 wurde von der Kolonialmacht Portugiesisch-Timor in Militärkommandanturen unterteilt. Zur Militärkommandantur Alas gehörten die Reiche von Dotik, Alas, Manufahi, Raemean, Suai, Camenaça. Der Sitz der Militärkommandantur befand sich in Fatukuak (Betano). Der 2. August wird seit 2023 als Geburtstag von Manufahi gefeiert.
Boaventura, der Liurai von Manufahi, und sein Vater Dom Duarte führten mehrere große Revolten gegen die damalige portugiesische Kolonialmacht an, nachdem Portugal im August 1895 eine Offensive gegen das Reich begonnen hatte. Mit einem Blutpackt verbündete Manufahi sich mit mehreren Reichen gegen die Kolonialmacht. Bis 1896 konnte es sich im Krieg von Manufahi gegen die Portugiesen behaupten.
1900 einigte man sich auf einen Friedensschluss, aufgrund dessen Dom Duarte zu Gunsten seines Sohnes Boaventura als Liurai abtreten musste. Zuvor hatten die Portugiesen zwei Wochen im November erfolglos versucht, die auf dem Berg Leolaco (Suco Dai-Sua) verschanzten Krieger von Manufahi zu besiegen. 1907 erhob sich Manufahi erneut und schließlich ein letztes Mal 1911. Boaventura vereinigte dabei mehrere timoresische Reiche zur größten Widerstandsbewegung, auf die die Portugiesen während der Kolonialzeit auf Timor trafen. Die Rebellion von Manufahi wurde erst mit loyalen Timoresen und portugiesisch-afrikanischen Truppen aus Mosambik und teils sogar aus Angola 1912 niedergeschlagen. Zuvor waren am Berg Leolaco etwa 3.000 Männer, Frauen und Kinder der Rebellen durch die Portugiesen niedergemetzelt worden. Osttimoresische Quellen schätzen, dass bei der letzten Revolte allein zwischen 15.000 und 25.000 Menschen getötet und viele Tausend mehr gefangen genommen und eingekerkert wurden. Boaventura starb kurz darauf in Gefangenschaft auf der Insel Atauro. Er wird heute in Osttimor und vor allem in Manufahi als Nationalheld verehrt.

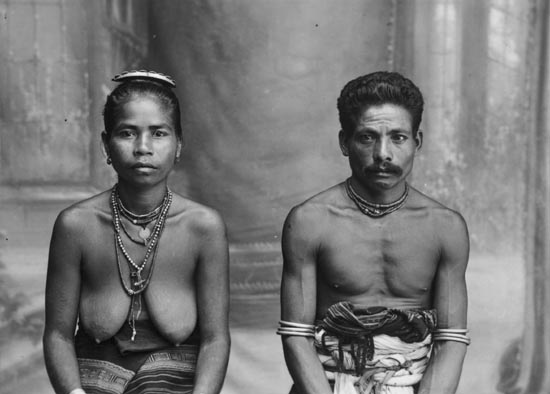
„Ein Paar von Lakalei-Sprechern aus Fatuberlio“, Álbum Fontoura, vor 1940

1939 wurde die erste Kirche in Manufahi eingeweiht. Damals waren dort nur 470 Christen registriert.

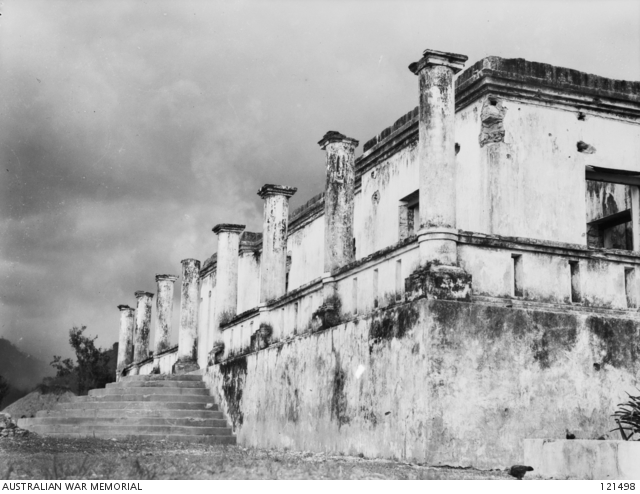
Ruine nach Bombenangriffe durch Japaner und Alliierte (1946)

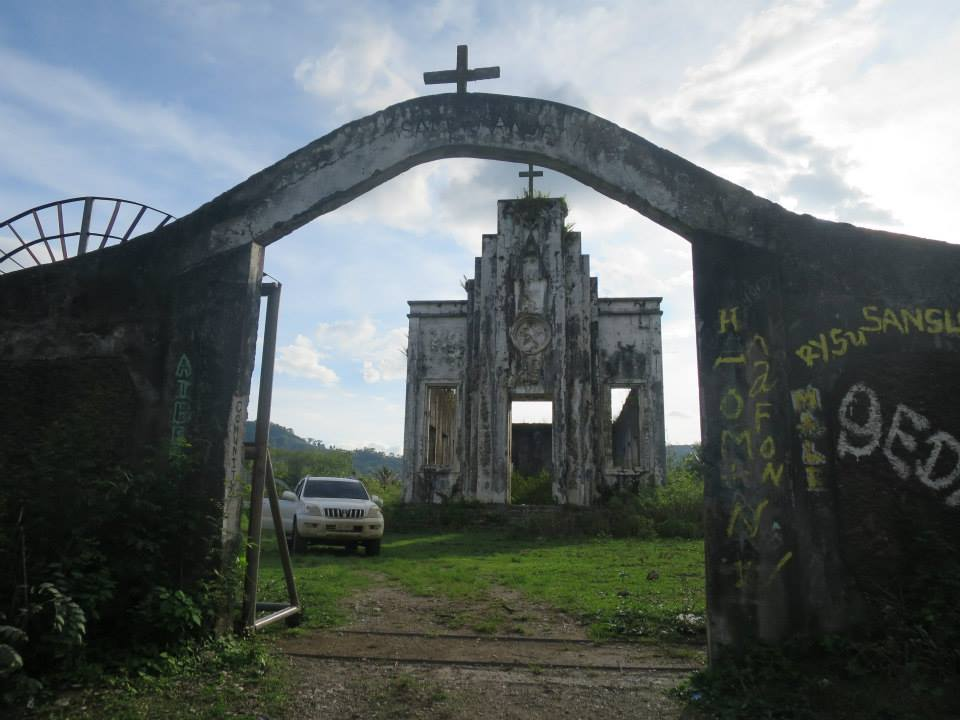
Die im Zweiten Weltkrieg zerstörte Ave-Maria-Kirche von Same (2014)

Während des Zweiten Weltkrieges wurde Portugiesisch-Timor von den Japanern besetzt und Schauplatz der Schlacht um Timor, in der australische Kommandos und ein Teil der Bevölkerung in Guerillataktik gegen die Besatzer kämpften. Im Juli 1942 kam es in Turiscai zu einem Aufstand gegen die Portugiesen, der japanischen Einfluss zugeschrieben wird. Der Verwaltungsposten wurde geplündert. Die Rebellion wurde von 700 Moradores aus Laclo, Laleia und Laclubar niedergeschlagen. Alas wurde im August und September mehrmals von den Japanern bombardiert. Hier hatten australische Soldaten ihr Hauptquartier. Am 12. Dezember 1942 brannten australische Soldaten mehrere Hütten in Maubissi von pro-japanischen Timoresen nieder, damit diese nicht als Basis für die Japaner dienen konnten. Über den Hafen von Betano lief der australische Nachschub. Dabei ging der australische Zerstörer HMAS Voyager hier verloren.
Nach dem Krieg wurde das Gebiet von Manufahi zusammen mit dem heutigen Ainaro 1934 zum Concelho (Kreis) Suro zusammengefasst. 1954 stellten Duarte da Costa, Liurai von Letefoho, Claudio Corte Real, Liurai von Holarua und Duarte da Costa Mendes, Liurai von Betano, den Antrag, dass Manufahi ein eigener Kreis werden oder direkt aus Dili verwaltet werden sollte. Der Kreis Same wurde am 6. November 1956 von Suro abgetrennt und der Sitz im Ort Same gegründet. Zum neuen Kreis kam bis zum Ende der Kolonialzeit der Fatuberlio von Manatuto dazu. Turiscai war zunächst Teil vom Kreis Same, kam aber bis zum Ende der portugiesischen Kolonialzeit 1975 aus geographischen Gründen zu Ainaro. Während der indonesischen Besatzung (1975–1999) kehrte Turiscai zu Manufahi zurück, während der damalige Subdistrikt Hato-Udo 1978 zu Ainaro wechselte.

### Indonesische Besatzung
Am 27. August 1975 töteten Kämpfer der UDT während des Bürgerkrieges gegen die FRETILIN elf von deren Unterstützern am Strand von Meti Oan bei Wedauberek (Verwaltungsamt Alas). Die FRETILIN-Anhänger waren am 11. August gefangen genommen worden, einige gehörten der FRETILIN-Jugendorganisation UNETIM an. Als man erfuhr, dass Kämpfer der FRETILIN anrückten, brachte man die Gefangenen von Same zum Meti Oan und brachte sie dort um. Ein Opfer war Domingos Lobato, Präsident der UNETIM und Bruder von Nicolau und Rogério Lobato.

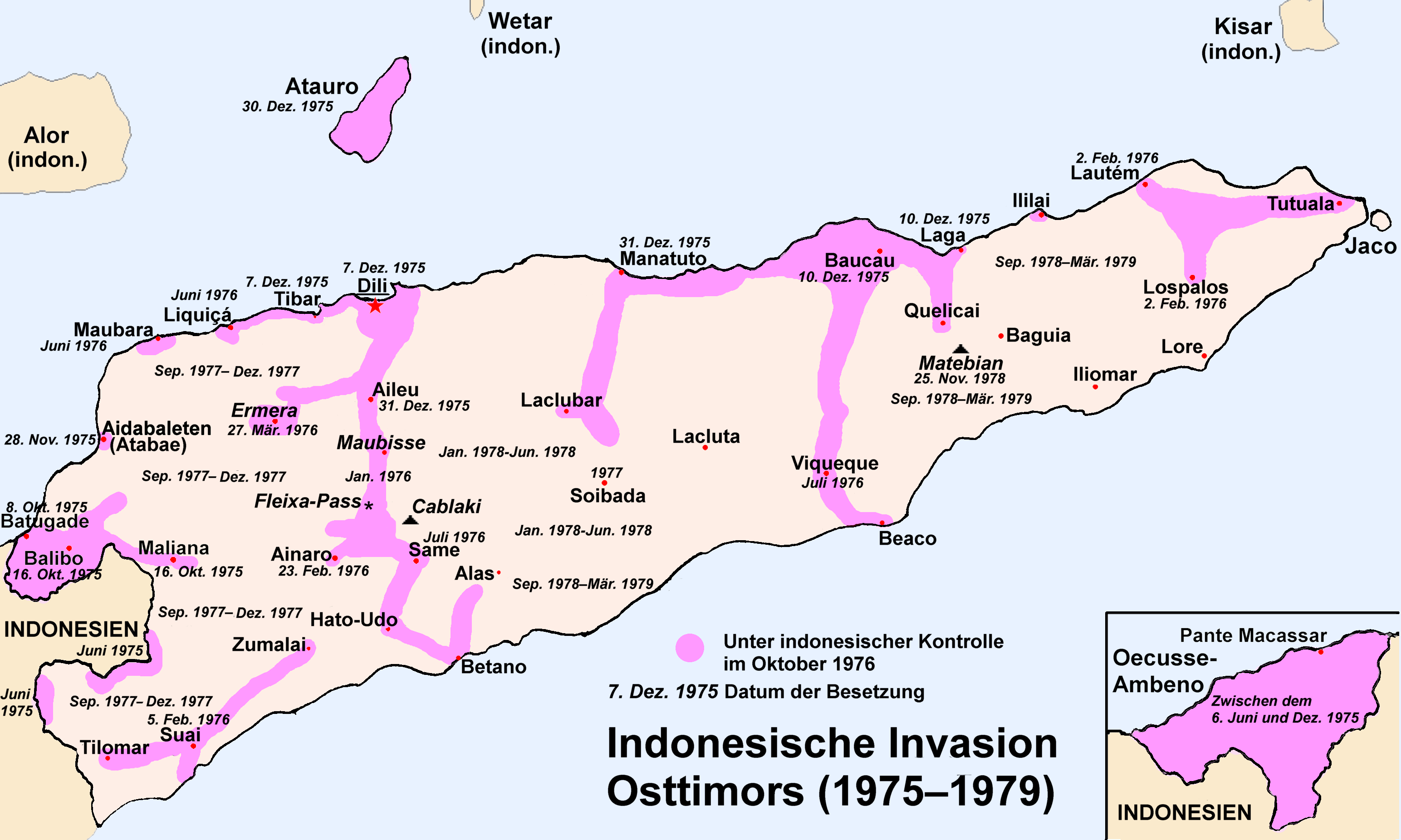
Verlauf der indonesischen Invasion: Der Großteil von Manufahi fiel erst zwischen 1978 und 1979 unter indonesische Kontrolle.

Manufahi war 1976 ein Rückzugsgebiet der FALINTIL, die gegen die indonesischen Invasoren kämpfte. Hier gründeten sie mehrere bases de apoio, Widerstandsbasen, die Zuflucht für Flüchtlinge boten. Später wurden die Basen von den Indonesiern zerstört.
Die Einwohner der Sucos Caicassa, Bubussuso und Fahinehan ergaben sich den Invasoren 1978, nachdem die base de apoio Centro Sul zerstört worden war. Zunächst wurden sie in der Küstenregion Manufahis versammelt, dann in Fahinehan unter der Kontrolle des indonesischen Airborne Infantry Battalion 100. Viele der Zivilisten kamen durch den Mangel an Nahrungsmitteln und Medikamenten um. In der Umgebung durften die Internierten nur in Begleitung von Soldaten nach Nahrung suchen. Dabei durften sie sich nicht mehr als einen Kilometer vom Lager entfernen. Zwei Männer wurden erschossen, weil sie die Grenze überschritten hatten. Auch im Ort Turiscai wurden Einwohner der drei Sucos interniert. Auch in zahlreichen anderen Orten Manufahis gab es Ende 1979 Umsiedlungslager.
1981 wurden die Einwohner aus Bubussuso und Fahinehan von den indonesischen Besatzern nach Oeto (Suco Dotik, Alas) zwangsumgesiedelt, weil sie in Verdacht standen, die FALINTIL weiter mit Nahrungsmitteln zu versorgen. Die Felder wurden von den indonesischen Soldaten niedergebrannt, damit sie nicht der Widerstandsbewegung nutzen konnten. Für die Zwangsumgesiedelten wurde der neue Ort Weberec gegründet. Die Einwohner aus Caicassa wurden in ein Umsiedlungslager in Welaluhu interniert. Da die Menschen aus dem Norden von Fatuberlio als Bergbewohner nur ihre fruchtbaren Felder gewohnt waren, hatten sie Schwierigkeiten im heißen, sumpfigen Flachland, was zu vielen Todesfällen durch Hunger und Malaria führte. Bis 1983 erfolgte die Rücksiedlung in die angestammten Gebiete.
Am 20. August 1982 griffen FALINTIL-Kämpfer die indonesische Hansip (Zivilverteidigung) in Rotuto im damaligen Subdistrikt Same an. Dies war Teil des Cabalaki-Aufstands, bei dem mehrere indonesische Stützpunkte in der Region gleichzeitig attackiert wurden. Die Indonesier schickten sofort Truppen in die Region. Häuser wurden niedergebrannt, Schulen geschlossen und Frauen und Kinder dazu gezwungen, Wache in Militärposten zu halten. Außerdem kam es zu Zwangsumsiedlungen, Brandschatzung, Plünderungen und Vergewaltigungen. FALINTIL-Kämpfer und ein Großteil der Bevölkerung flohen aus dem Gebiet.
Am 9. November 1998 griffen FALINTIL-Kräfte unter dem Kommando von Jaime Ribeiro oder Cornélio da Conceição Gama (L7), entgegen der Anweisung von FALINTIL-Chef Xanana Gusmão, der in dieser Zeit der Verhandlungen Zurückhaltung bei militärischen Aktionen einforderte, das Koramil-Hauptquartier an. Dabei wurden drei indonesische Soldaten getötet, 13 gefangen genommen und 36 Gewehre erbeutet. Elf Soldaten wurden später freigelassen. Auch neun FALINTIL-Kämpfer kamen ums Leben. Die indonesische Armee antwortete bald mit Repressalien. Zwischen dem 10. und 16. November 1998 führten die Streitkräfte Indonesiens eine Strafaktion im Subdistrikt Alas durch. Erstmals beteiligte sich mit der ABLAI eine Miliz an den Vergeltungsmaßnahmen. Zu der Miliz gehörten viele lokale Regierungsbeamte. Am 13. November griff das indonesische Militär den Suco Taitudac an und nahm Vicente Xavier, den Dorfchef und vier weitere Personen fest. Sie wurden nach Barique gebracht und dort hingerichtet. Der Kommandeur der indonesischen Truppen in Osttimor erklärte, der Dorfchef sei der führende Kopf hinter der FALINTIL-Aktion gewesen. Miliz und Armee stürmten die Kirche von Alas und verprügelten die Menschen dort.
Am 15. November wurde das Dorf Turin und erneut Taitudac vom indonesischen Militär angegriffen. Zwei Nichten von Vicente Xavier, beides Teenager, wurden festgenommen und im militärischen Hauptquartier des damaligen Distrikts in Same in Einzelhaft arrestiert. Elf weitere Menschen wurden am 16. November von Kopassus in den Sucos Taitudac und Betano verhaftet. Es kam zu Folterungen und sexuellen Übergriffen auf die Gefangenen. Auch in Aituha wurden Häuser niedergebrannt. Viele Bewohner der angegriffenen Dörfer flohen in die Wälder oder suchten Zuflucht in katholischen Gemeindehäusern. Die Zurückgebliebenen mussten mit Nahrungs- und Wasserknappheit kämpfen, da die Indonesier die Wasserleitung zerstört hatten. Insgesamt wurden etwa 50 Einwohner des Subdistrikts exekutiert und 30 weitere verhaftet.
In Osttimors Hauptstadt Dili kam es aufgrund der Vorfälle zu Protesten. Studenten besetzten das Gebäude des Regionalparlaments und forderten eine offizielle Untersuchung. Eine Gruppe aus Studenten, ausländischen Journalisten, Kirchen- und Menschenrechtsvertretern, die das Geschehen aufklären wollte, wurde bei ihrer Ankunft in Same beschossen. Am nächsten Morgen beschuldigte der Militärkommandant der Stadt die Gruppe, sie hätte zuerst geschossen. Die Gruppe musste von Same direkt nach Dili zurückkehren. Die ausländischen Reporter stellten fest, dass in dem Gebiet bewaffnete Milizionäre die Kontrolle ausübten.

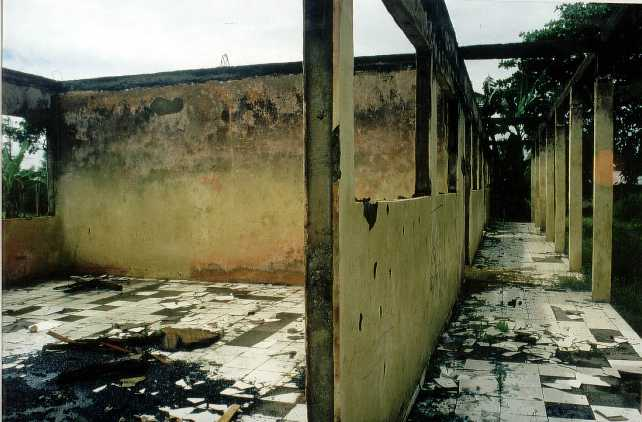
Von pro-indonesischen Milizen niedergebrannte Schule in Wecian (2000)

1999 wurde die Stadt Same, während der indonesischen Operation Donner im Umfeld des Unabhängigkeitsreferendums in Osttimor, nahezu komplett von pro-indonesischen Milizen zerstört.

### Im unabhängigen Osttimor
2001 wurde in Boroondara (Bundesstaat Victoria/Australien) der Freundschaftskreis Friends of Same gegründet, der Hilfsprojekte in der Region unterstützt.
2007 hielt sich in der Region der Rebell Alfredo Reinado mit seinen Männern versteckt. Anfang März 2007 konnte er sich einem Zugriff durch australische ISF-Truppen in der Hauptstadt Same entziehen. Reinado versuchte bis zu seinem Tode vom Mythos Boaventuras zu profitieren und sich mit ihm gleichzusetzen.
Ende 2012 besetzten über 1.000 Anhänger der Organisation CPD-RDTL unter der Führung von Generalkoordinator Aitahan Matak eine größere Fläche in Welaluhu, nahe Weberec, die der dortigen Dorfgemeinschaft gehört. Der Administrator des damaligen Subdistrikts Fatuberlio, Tobias Hornay, sprach von 7.000 Mitgliedern der CPD-RDTL, die Organisation selbst von sogar 11.000. Als Anlass wurde das hundertjährige Jubiläum der Rebellion von Manufahi unter Boaventura gewählt. Da sie Macheten und Uniformen trugen, fühlte sich die lokale Bevölkerung von ihnen bedroht und verlangte ihren Abzug. Aitahan Matak verneinte eine kriminelle Handlung. Man wolle hier in einer Kooperative Landwirtschaft betreiben, um Osttimor unabhängig von Importen zu machen. Auch gäbe es keine illegalen Geldsammlungen. Man nehme nur Spenden an, um das Projekt zu finanzieren. Auch bestritt die CPD-RDTL, dass sie Vieh der Einheimischen gestohlen und geschlachtet habe. Die lokale Bevölkerung beklagte, dass deren Felder von der CPD-RDTL besetzt worden wären, während die Organisation von ungenutzten Flächen sprach, die zuvor von den Indonesiern für ihr Umsiedlungsprogramm genutzt wurden und daher nun dem Staat gehörten. Mitte März 2013 wurden die verbliebenen 800 CPD-RDTL-Mitglieder von der Polizei von Welaluhu wieder in ihre Heimatregionen gebracht. Die Felder wurden lokalen Autoritäten übergeben.
2014 wurden die Distrikte in ganz Osttimor in „Gemeinden“ und die Subdistrikte in „Verwaltungsämter“ umgewandelt.

## Politik

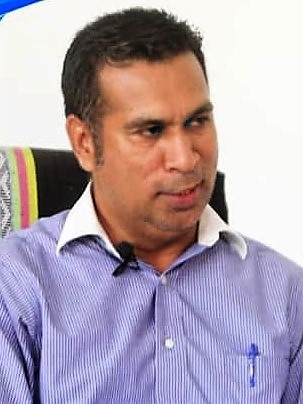
Arantes Isaac Sarmento, Administrator von Manufahi (2019)

Der Administrator der Gemeinde wird von der Landesregierung in Dili ernannt. Seit 2001 war dies Filomeno Tilman. Am 25. September 2015 wurde Carlito Pinheiro de Araújo als neuer Administrator ernannt. Er verstarb am 30. September 2018 bei einem Unfall. Neuer Administrator wurde der bisherige Stellvertreter Arantes Isaac Sarmento. Ihn löste 2024 Luís Marçal da Costa Tavares ab.

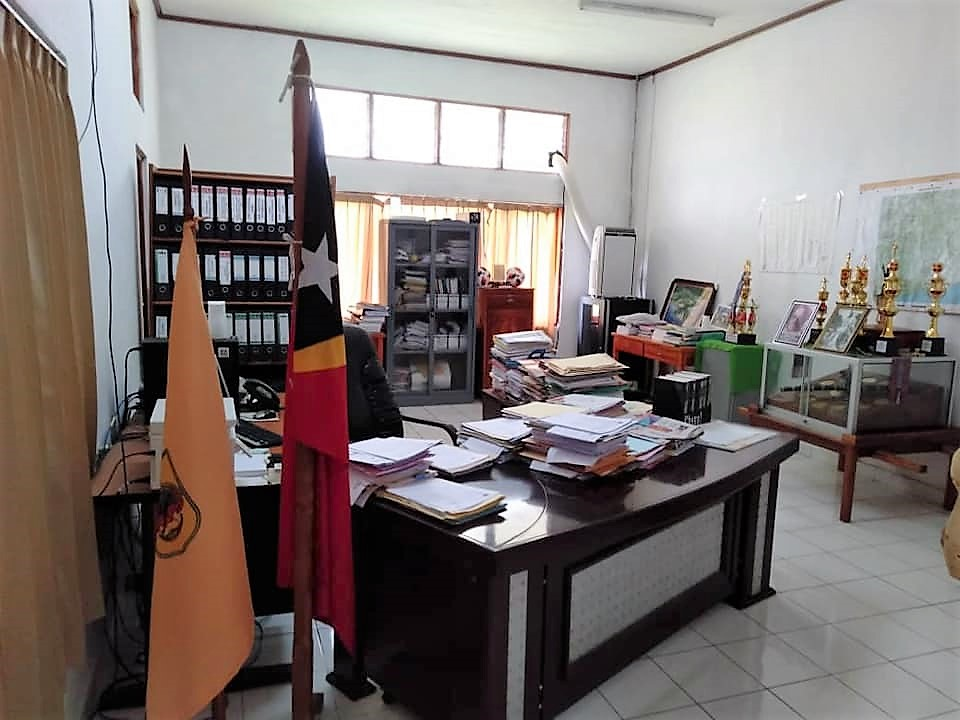
Büro des Administrators der Gemeinde Manufahi

Bei den Wahlen zur verfassunggebenden Versammlung, aus der später das Nationalparlament hervorging, gewann die FRETILIN in Manufahi 54,56 % der Stimmen, sodass sie das damalige Direktmandat erhielt. Bei den Parlamentswahlen 2007 gelang es der Coligação ASDT/PSD, mit 26,79 % der Stimmen die stärkste Kraft in Manufahi zu werden. Bei den Parlamentswahlen 2012 wurde die FRETILIN mit 31,86 % knapp vor dem Congresso Nacional da Reconstrução Timorense (CNRT) mit 31,37 % stärkste Kraft. 2017 führte wieder der CNRT mit 28,4 % vor der FRETILIN mit 24,5 %. Bei den vorgezogenen Neuwahlen 2018 erhielt die Aliança para Mudança e Progresso (AMP), der der CNRT nun angehörte, 50,7 % der Stimmen.
Bei der ersten Runde der Präsidentschaftswahlen 2007 konnte Francisco Xavier do Amaral von der Associação Social-Democrata de Timor (ASDT) in Manufahi 38,7 % der Stimmen auf sich vereinen, schied aber als landesweit Drittplatzierter aus. In der zweiten Runde siegte der parteilose José Ramos-Horta mit 84,6 %. 2012 gewann Francisco Guterres von der FRETILIN in Manufahi mit 28 %, wurde aber in der Stichwahl vom Wahlsieger Taur Matan Ruak mit 54,18 % überrundet. Bei den Präsidentschaftswahlen 2017 holte Francisco Guterres sowohl in Manufahi als auch landesweit die meisten Stimmen, verlor aber Präsidentschaftswahlen 2022 in beiden gegen José Ramos-Horta.

## Symbole
Manufahi führt eine orange Flagge mit dem Wappen der Gemeinde. Im Design ähnelt sie der Provinzflagge des von Indonesien besetzten Osttimors.

## Wirtschaft

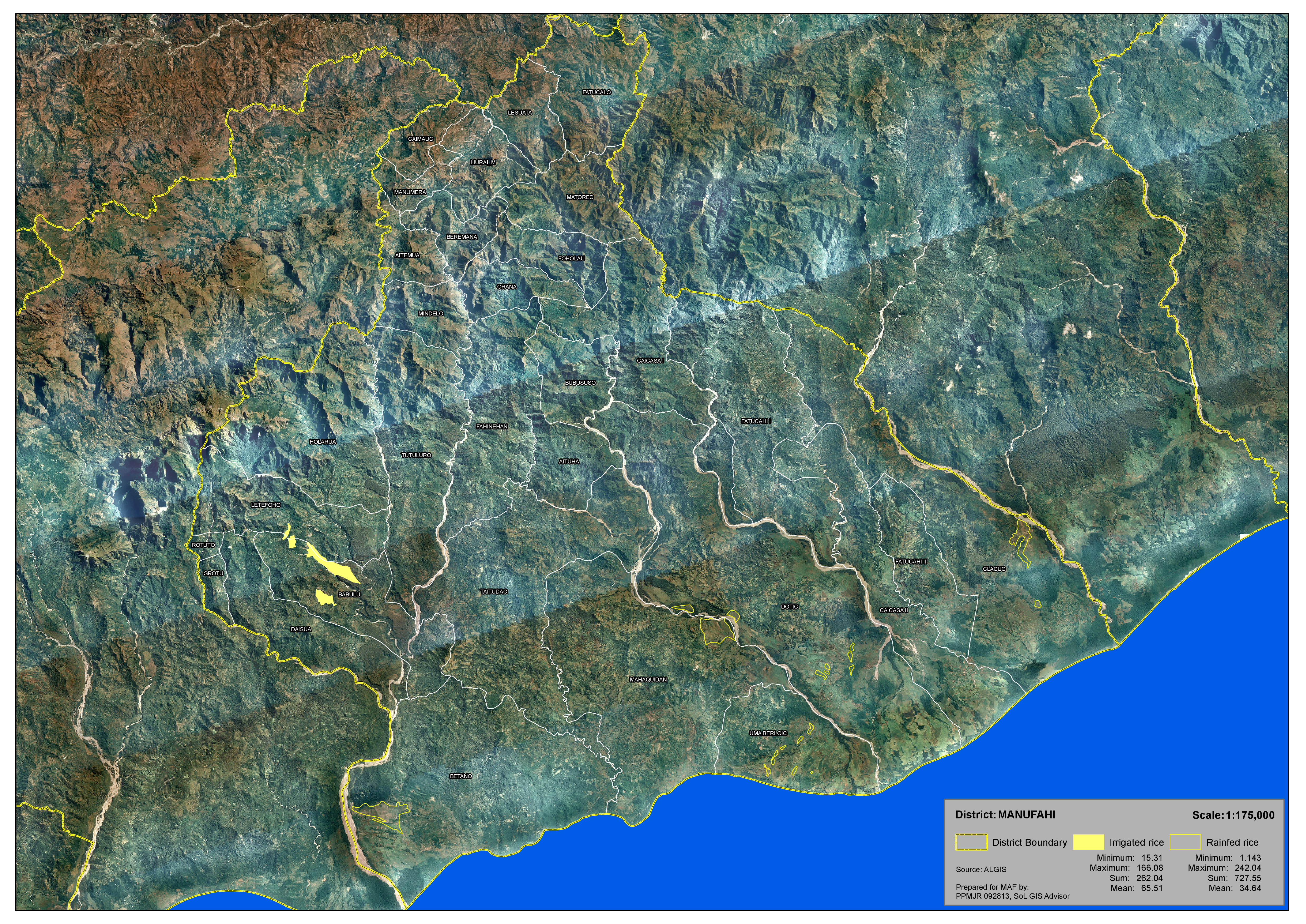
Reisanbaugebiete in Manufahi

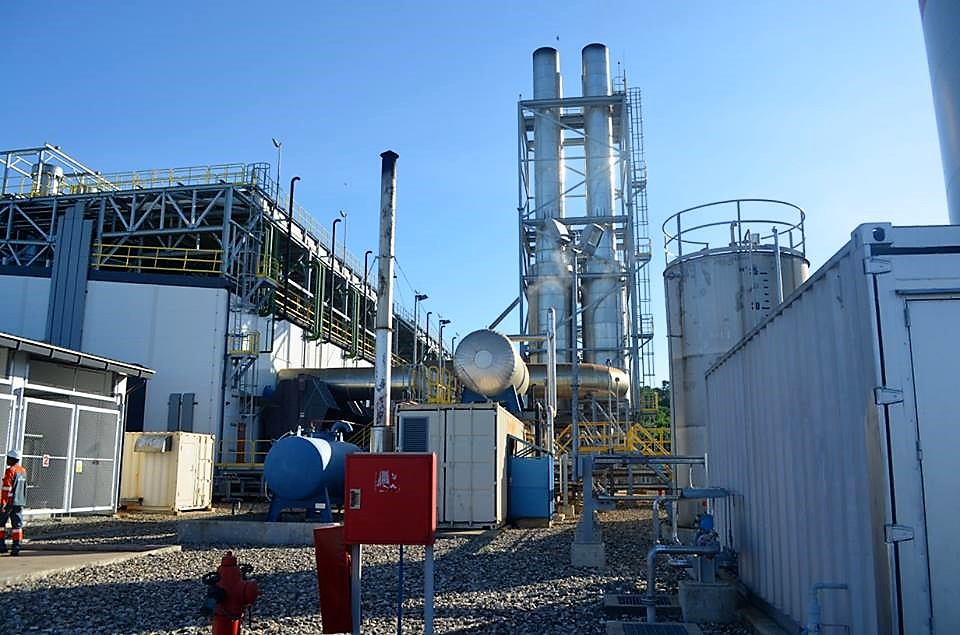
Kraftwerk Betano

Laut der Volkszählung von 2010 arbeiten 40 % aller Einwohner, die zehn Jahre oder älter sind (Landesdurchschnitt: 42 %). 4 % sind arbeitslos (5 %). 71,5 % der Haushalte betreiben Ackerbau, 85,7 % Viehzucht (Stand: 2010). In der Küstenebene wird Nassreis angebaut. In anderen Teilen werden Trockenreis (Reisprokution 2008 insgesamt: 4740 t), Mais (6129 t), Maniok (3752 t) und Bohnen angebaut (Gemüse insgesamt: 416 t). Kaffee wächst im Norden, Kokosnüsse im Süden. Insgesamt 63 % der Haushalte in der Gemeinde bauen Maniok an, 63 % Mais, 53 % Gemüse, 48 % Kokosnüsse, 41 % Kaffee und 22 % Reis. Als Haustiere halten die Menschen hauptsächlich Hühner (36.396 in 76 % der Haushalte) und Schweine (16.471 in 76 % der Haushalte). Daneben auch Rinder (7.559 in 26 % der Haushalte), Wasserbüffel (5.893 in 18 % der Haushalte), Pferde (4.235 in 30 % der Haushalte), Ziegen (5.013 in 22 % der Haushalte) und Schafe (359 in 1 % der Haushalte).
Bei Betano steht das Kraftwerk Central Eléctrica de Betano mit einer Leistung von 136 MW, das die Südküste mit Strom versorgt. Es wurde am 20. August 2013 eingeweiht. Ende April 2023 hatten 20 der 29 Sucos von Manufahi Anschluss an das Stromnetz. Bei den verbleibenden neun soll der Anschluss noch 2023 erfolgen.
Touristisch interessant sind die Berglandschaft und der Strand von Betano. In Heimarbeit weben Frauen farbenfrohe Tücher, die Tais genannt werden.
Der lokale Radiosender ist Radio Don Boaventura (Radio 1912 Same) auf FM 95,1 MHz. Der FRETILIN-Sender Radio Maubere ist von Ainaro aus auf FM 97,9 MHz in Teilen von Manufahi zu empfangen.

## Persönlichkeiten
- Jorge Barros Duarte (1912–1995), Geistlicher, Politiker und Schriftsteller
- Natalina Ramos Filipe Horta (1929–2018), Unabhängigkeitsaktivistin
- Guilhermina Marçal (* 1958), Nonne, Menschenrechtsaktivistin und Unabhängigkeitsaktivistin
- Angélica da Costa (* 1967), Politikerin
- Adérito Hugo da Costa (* 1968), Politiker und Journalist
- Isabel da Costa Ferreira (1974–2023), Politikerin, Juristin und First Lady
- Sancha Margarida Tilman (* 1978), Politikerin

## Belege
- Ministerium für Staatsverwaltung und Territorialmanagement (englisch)
- Manufahi District Development Plan 2002/2003 (englisch; PDF-Datei; 736 kB)